# Auburn (Californie)
Pour les articles homonymes, voir Auburn.
Auburn est une ville de Californie, siège du comté de Placer, aux États-Unis. Sa population est de 13 330 habitants lors du recensement de 2010. La ville est connue pour son histoire durant la ruée vers l'or californienne et contient l'un des centres-villes les mieux préservés de l'État. 

## Histoire

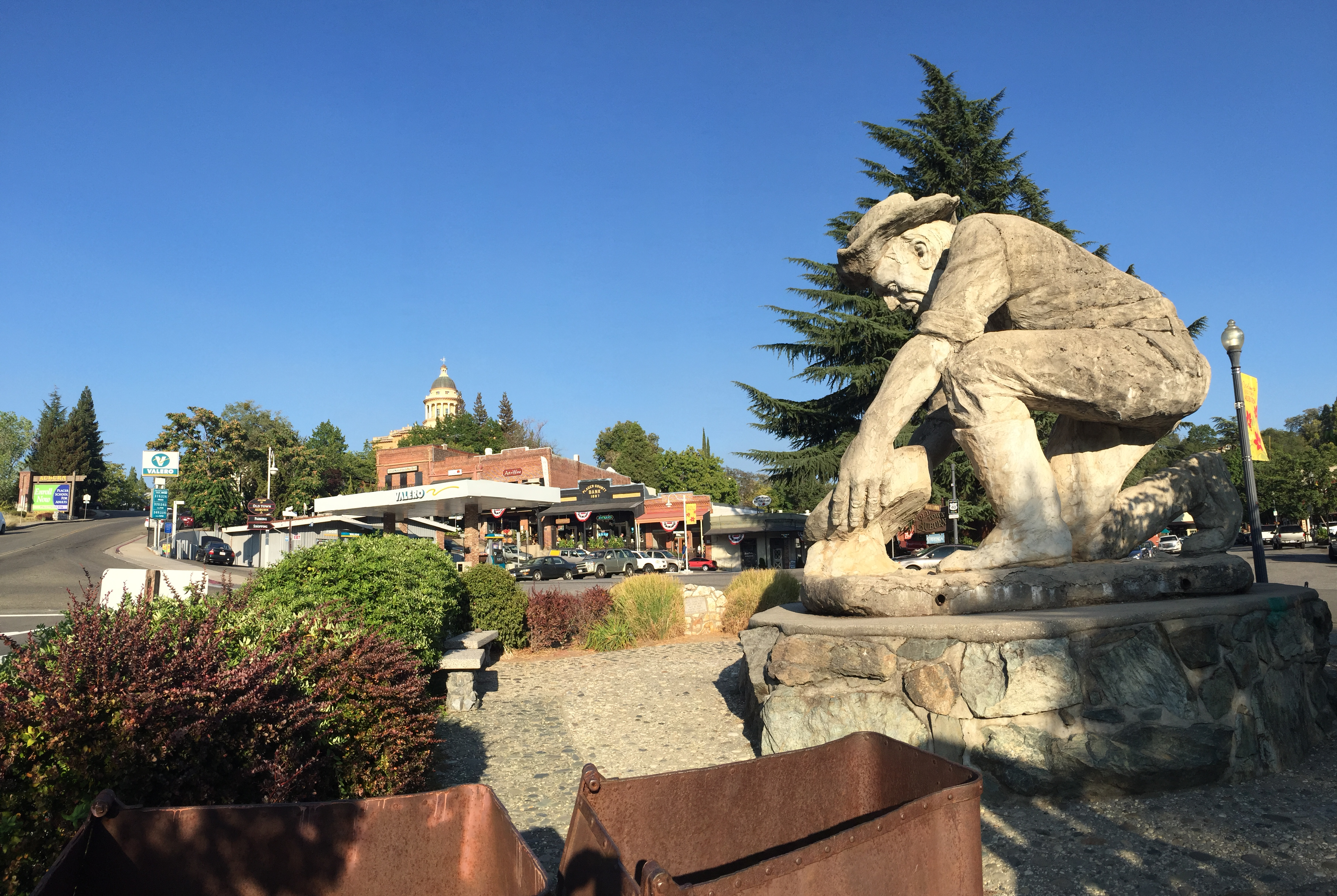
Statue représentant Claude Chana, pionnier français (1811-1882).

Un groupe de chercheurs d'or, comprenant vingt-cinq Indiens et les Français François Gendron, Philibert Courteau et Claude Chana, est le premier à établir une colonie permanente dans les environs d'Auburn. En route pour les champs aurifères de Coloma, le groupe arrive au printemps 1848 et campe à Auburn Ravine où Claude Chana découvre de l’or le 16 mai 1848. Le groupe décide de rester sur place et d’y poursuivre sa prospection. L’emplacement est alors nommé North Fork Dry Diggings puis Woods Dry Diggings. 
En août 1849, la ville prend son nom actuel, sans doute à la suite du séjour d'un régiment venu d'Auburn, État de New York. À la fin de l'année, elle est déjà peuplée par 1 500 personnes.
La ville est détruite par le feu en 1855, 1859 et 1863.
Depuis 1974, la ville accueille l'arrivée de l'ultramarathon de la Western States 100.

## Géographie
Selon le Bureau du recensement, sa superficie est de 18,6 km2.

## Transports
Auburn possède un aéroport (Auburn Municipal Airport, code AITA : AUN), ainsi qu'une gare ferroviaire.

## Démographie
| Groupe            | Auburn | Californie | États-Unis |
| ----------------- | ------ | ---------- | ---------- |
| Blancs            | 89,0   | 57,6       | 72,4       |
| Métis             | 4,4    | 4,9        | 2,9        |
| Autres            | 3,0    | 17,0       | 6,2        |
| Asiatiques        | 1,8    | 13,1       | 4,8        |
| Amérindiens       | 1,0    | 1,0        | 0,9        |
| Afro-Américains   | 0,8    | 6,2        | 12,6       |
| Océaniens         | 0,1    | 0,4        | 0,2        |
| Total             | 100    | 100        | 100        |
|                   |        |            |            |
| Latino-Américains | 10,0   | 37,6       | 16,7       |

Selon l'American Community Survey, pour la période 2011-2015, 89,17 % de la population âgée de plus de 5 ans déclare parler anglais à la maison, alors que 5,66 % déclare parler l'espagnol, 1,08 % le vietnamien, 0,87 % l'allemand, 0,59 % le français, 0,46 % une langue chinoise, 0,46 % le tagalog, 0,45 % l'italien, 0,39 % le perse et 0,87 % une autre langue.
| 1860 | 1870 | 1880  | 1890  | 1900  | 1910  |
| ---- | ---- | ----- | ----- | ----- | ----- |
| 814  | 800  | 1 229 | 1 595 | 2 050 | 2 376 |

| 1920  | 1930  | 1940  | 1950  | 1960  | 1970  |
| ----- | ----- | ----- | ----- | ----- | ----- |
| 2 289 | 2 661 | 5 013 | 4 653 | 5 586 | 6 570 |

| 1980  | 1990   | 2000   | 2010   | - | - |
| ----- | ------ | ------ | ------ | - | - |
| 7 540 | 10 592 | 12 462 | 13 330 | - | - |

## Patrimoine culturel

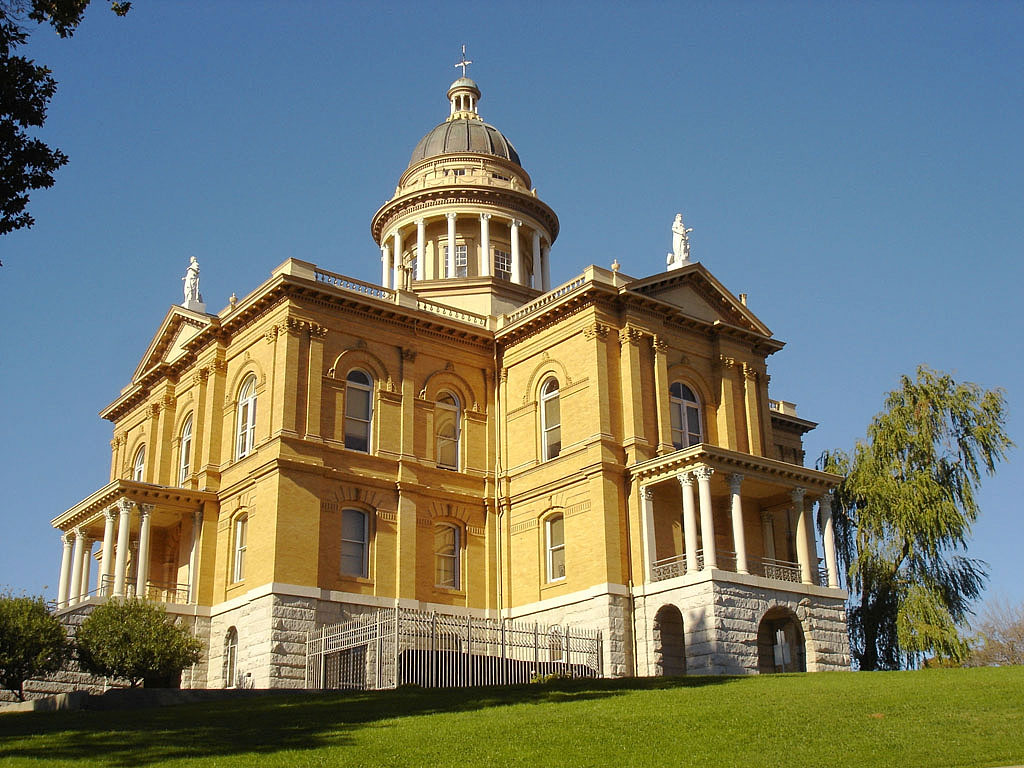
La Placer County Courthouse, construite entre 1894 et 1898.

La vieille ville regroupe une centaine de maisons et de bâtiments, restaurés, qui datent du milieu du XIXe siècle. L'église méthodiste (1858), la poste et la caserne de pompiers sont contemporaines de l’époque de la ruée vers l’or. 
Le Placer County Museum présente des collections relatives à l’histoire de la ville, à la ruée vers l’or, ainsi que des objets amérindiens.

## Personnalités liées à la ville
- Claude Chana[7](1811-1882), chercheur d'or français originaire d'un village du Beaujolais[8], pionnier de l’arboriculture californienne[9], considéré comme le fondateur de la ville. Une statue gigantesque, située dans Washington Street, lui rend hommage.
- Clark Ashton Smith (1893-1961), poète et écrivain né à Auburn, est certainement l’habitant le plus célèbre de la ville ; il y passe la plus grande partie de sa vie. Un mémorial perpétue son souvenir.
- Stacy Dragila (1971-), championne olympique du saut à la perche à Sydney, en 2000.